# یوختا-۳
یوختا-۳ (به لاتین: Yukhta-3) یک منطقهٔ مسکونی در روسیه است که در استان آمور واقع شده‌است.